# Сан-Николау (Порту)
Сан-Николау (порт. São Nicolau) — район (фрегезия) в Португалии, входит в округ Порту. Является составной частью муниципалитета Порту. Находится в составе крупной городской агломерации Большой Порту. По старому административному делению входил в провинцию Дору-Литорал. Входит в экономико-статистический субрегион Большой Порту, который входит в Северный регион. Население составляет 2937 человек на 2001 год. Занимает площадь 0,21 км².
Покровителем района считается Николай Чудотворец (порт. São Nicolau).